# Bima (miasto)
Bima – miasto w Indonezji na wyspie Sumbawa w prowincji Małe Wyspy Sundajskie Zachodnie; 67 tys. mieszkańców (2005).
Ośrodek turystyczny (główne atrakcje: rzemiosło artystyczne, tańce ludowe, surfing, muzeum w dawnym pałacu sułtańskim, candi – świątynia pełniąca zarazem funkcję grobowca); główny port morski wyspy; port lotniczy obsługujący ruch turystyczny do wyspy Komodo. 